# پارک تونری
پارک تونری (به ژاپنی: 舎人公園) یکی از پارک‌های واقع در منطقهٔ آداچی در توکیو پایتخت ژاپن است. این پارک به داشتن گل‌های نیلوفر معروف است.

## رسیدن به پارک
- خط توبو ایسه‌ساکی 東武伊勢崎線،   ایستگاه تاکه‌نوتسوکا 竹ノ塚駅 بعد از خارج شدن از ایستگاه باید از خطوط اتوبوس استفاده کرد تا به پارک رسید.